# Pelargoderus semitigrinus
Pelargoderus semitigrinus là một loài bọ cánh cứng trong họ Cerambycidae.